# Вакуумно-дуговое нанесение покрытий
Вакуумно-дуговое нанесение покрытий (катодно-дуговое осаждение) — это физический метод нанесения покрытий (тонких плёнок) в вакууме, путём конденсации на подложку (изделие, деталь) материала из плазменных потоков, генерируемых на катоде-мишени в катодном пятне вакуумной дуги сильноточного низковольтного разряда, развивающегося исключительно в парах материала электрода.
Метод используется для нанесения металлических, керамических и композитных плёнок на различные изделия.
Метод также известен под названиями: катодно-дуговое осаждение (англ. Arc-PVD), метод КИБ — катодно-ионной бомбардировки или, по-другому, метод конденсации вещества из плазменной фазы в вакууме с ионной бомбардировкой поверхности (последнее — оригинальное авторское название создателей метода). Также известны названия «ионно-плазменное напыление», «конденсация с ионной бомбардировкой»

## История
Промышленное использование современных вакуумно-дуговых технологий берёт своё начало в СССР. Впервые систематические исследования и разработки вакуумно-дугового метода и оборудования с целью их адаптации к условиям индустриального производства были начаты одним из научных коллективов Харьковского физико-технического института (ХФТИ) ещё в конце 1960-х годов (и продолжаются по настоящее время).
В 1976—1980 годах началась разработка техники и технологии нанесения различных упрочняющих и защитных покрытий вакуумно-дуговым методом. Разработанные в ХФТИ установки для нанесения таких покрытий, и давшие начало широкому промышленному применению метода, получили название «Булат». Установка была защищена пятью зарубежными патентами в США, Великобритании, Франции, ФРГ, Японии, Италии в связи с ведущимися в тот период переговорами с целью продажи лицензии.
В конце 1970-х годов советское правительство решило открыть данную технологию для Запада. В 1979 году Джозеф Фильнер (англ. H. Joseph Filner), глава американской фирмы «Noblemet International», случайно узнал об этой технологии во время своей деловой поездки в СССР, увидев там её эффективное и успешное применение в промышленности для упрочнения металлорежущего инструмента. В результате данной фирмой с правительством СССР было подписано лицензионное соглашение, и вместе с другими инвесторами для промышленного внедрения на Западе ей была специально создана фирма «Multi-Arc Vacuum Systems» (или «MAVS»), годовой доход которой за два года вырос с нуля до 5 млн долларов США. Фирме «Multi-Arc» была продана исключительная лицензия на оборудование и технологию осаждения покрытий TiN на режущий инструмент из быстрорежущих сталей. Территория действия соглашения составила более 40 стран Северной Америки, Европы и Азии.
В 1981 году было подписано лицензионное соглашение с ВТП «Политехна» (ЧССР) на продажу технологии упрочнения режущего инструмента методом КИБ.
В 1980—1985 годах осуществлялось патентование усовершенствований установки «Булат», переданной по лицензии. Были получены охранные грамоты на 36 патентов в 15 странах мира.
Из нескольких конструкций катодно-дуговых источников плазмы — основное устройство, осуществляющее испарение и ионизацию материала катода в вакуумной дуге, — существовавших в СССР в то время, для использования за пределами СССР была разрешена конструкция Л. П. Саблева (с соавторами).

## Процесс
Вакуумно-дуговой процесс испарения начинается с зажигания вакуумной дуги (характеризующейся высоким током и низким напряжением), которая формирует на поверхности катода (мишени) одну или несколько точечных (размерами от единиц до десятков микрометров) эмиссионных зон (так называемые «катодные пятна»), в которых концентрируется вся мощность разряда. Локальная температура катодного пятна чрезвычайно высока (около 15000 °C), что вызывает интенсивное испарение и ионизацию в них материала катода и образование высокоскоростных (до 10 км/с) потоков плазмы, распространяющихся из катодного пятна в окружающее пространство. Отдельное катодное пятно существует только в течение очень короткого промежутка времени (микросекунды), оставляя на поверхности катода характерный микрократер, затем происходит его самопогасание и самоинициация нового катодного пятна в новой области на катоде, близкой к предыдущему кратеру. Визуально это воспринимается как перемещение дуги по поверхности катода.
Так как дуга, по существу, является проводником с током, на неё можно воздействовать наложением электромагнитного поля, что используется на практике для управления перемещением дуги по поверхности катода, для обеспечения его равномерной эрозии.
В вакуумной дуге в катодных пятнах концентрируется крайне высокая плотность мощности, результатом чего является высокий уровень ионизации (30—100 %) образующихся плазменных потоков, состоящих из многократно заряженных ионов, нейтральных частиц, кластеров (макрочастиц, капель). Если в процессе испарения в вакуумную камеру вводится химически активный газ, при взаимодействии с потоком плазмы может происходить его диссоциация, ионизация и возбуждение с последующим протеканием плазмохимических реакций с образованием новых химических соединений и осаждением их в виде плёнки (покрытия).
Заметная трудность в процессе вакуумно-дугового испарения заключается в том, что если катодное пятно остаётся в точке испарения слишком долго, оно эмитирует большое количество макрочастиц или капельной фазы. Эти макровключения снижают характеристики покрытий, так как они имеют плохое сцепление с подложкой и могут по размерам превосходить толщину покрытия (проступать сквозь покрытие). Ещё хуже, если материал катода-мишени имеет низкую температуру плавления (например, алюминий): в этом случае мишень под катодным пятном может проплавиться насквозь, в результате чего или начнёт испаряться материал опорного держателя катода, или охлаждающая катод вода начнёт поступать в вакуумную камеру, приводя к возникновению аварийной ситуации.
Для решения данной проблемы производят тем или иным способом непрерывное перемещение катодного пятна по большому и массивному катоду, имеющему достаточно большие линейные размеры. В основном, как уже упоминалось выше, для управляемого перемещения катодных пятен по поверхности катода используются магнитные поля. С этой же целью, при применении цилиндрических катодов, во время работы (испарения) им можно сообщать вращательное движение. Не позволяя катодному пятну оставаться на одном месте слишком долго, можно использовать катоды из легкоплавких металлов, и при этом уменьшить количество нежелательной капельной фазы.
Некоторые компании также используют так называемые фильтрованные дуги (англ. filtered arcs), в которых макровключения отделяются от потока плазмы с помощью магнитных полей (см. ниже).

## Оборудование
Катодно-дуговой источник конструкции Саблева (наиболее распространён на Западе) состоит из короткого массивного катода-мишени цилиндрической формы, изготовленного из электропроводного материала, и открытого с одного (рабочего) конца. Этот катод окружён находящимся под плавающим потенциалом кольцом (экраном), которое служит для защиты нерабочих поверхностей от воздействия дуги. Анодом для данной системы может служить либо стенка вакуумной камеры, либо отдельный анод. Катодные пятна инициируются зажиганием дуги при помощи механического триггера (поджигающего устройства) на открытом конце катода путём кратковременного замыкания цепи между катодом и анодом. После зажигания дуги катодные пятна двигаются самопроизвольно хаотически по открытому концу катода или их движение задаётся посредством внешнего магнитного поля.
Существуют также многокатодные конструкции катодно-дуговых источников, позволяющие в едином технологическом цикле наносить комбинированные многослойные покрытия и/или покрытия из химических соединений сложного состава, где каждый катод отвечает за нанесение своего материала или соединения на его основе.
В силу того, что катод-мишень испытывает активную бомбардировку ионами, вырываемыми с её поверхности, в общем случае плазменный поток из катодно-дугового источника содержит не только отдельные атомы или молекулы, но и достаточно крупные их кластеры (так называемые макрочастицы), которые в некоторых случаях без какой-либо фильтрации мешают его эффективному использованию. Существует много разнообразных конструкций фильтров (сепараторов) макрочастиц, наиболее изученной из которых является конструкция с криволинейным плазмоводом (каналом), основанная на работе И. И. Аксёнова с соавторами, опубликованной в 1970-х годах. Она представляет собой четверть тороидального канала, где с помощью принципов плазменной (ионной) оптики плазменный поток разворачивается под углом 90° к источнику плазмы, в результате чего нейтральные или слабоионизированные частицы и макрочастицы оседают на его стенках, не достигая обрабатываемой детали.
Существуют также и другие интересные конструкции фильтров, такие, например, как прямоканальная конструкция с встроенным катодом в форме усечённого конуса, предложенная Д. А. Карповым в 1990-х годах. Эта конструкция по сей день довольно популярна как среди предприятий, производящих нанесение тонкоплёночных износостойких покрытий, так и среди исследователей в странах бывшего СССР. Также существуют катодно-дуговые источники с протяжёнными цилиндрическими и прямоугольными катодами, но они менее популярны.

## Применение
Катодно-дуговое осаждение активно используется для синтеза на поверхности режущего инструмента очень твёрдых износостойких и защитных покрытий, значительно продлевающих срок его службы. Помимо прочего, например, нитрид титана популярен ещё в качестве стойкого декоративного покрытия «под золото». При помощи данной технологии может быть синтезирован широкий спектр сверхтвёрдых и нанокомпозитных покрытий, включая TiN, TiAlN, CrN, ZrN, AlCrTiN и TiAlSiN.
Также эта технология достаточно широко используется для осаждения алмазоподобных углеродных плёнок. Так как нанесение покрытий этого типа особенно чувствительно к паразитным включениям (макрочастицам), в оборудовании для данной технологии обязательно применяется фильтрация плазменного пучка. Алмазоподобная углеродная плёнка из фильтрованных вакуумных дуг содержит очень высокую долю алмазной sp3 структуры и известна как тетрагональный аморфный углерод или ta-C.
Фильтрованная вакуумная дуга может использоваться также как источник металлических ионов/плазмы для ионной имплантации или комбинированной плазменной иммерсионной ионной имплантации с осаждением покрытий (PIII&D).